# Лежайськ
Лежа́йськ (Лєжайск, пол. Leżajsk) — місто в Південно-Східній Польщі, у долині річки Сян. Адміністративний центр Лежайського повіту Підкарпатського воєводства.

## Історія
Вперше «Ланжайсько» згадане у 1354 році, як існуючий населений пункт, що свідчить про його давньоруське походження. В цьому році, після завоювання Русі, краківський король Казимир III передав містечко Івану Пакославу. Давньоруське городище Лежайська оточене іншими пригородами цього ж часу — Гедлярова, Сарина, Тарновця, Руди.
Спочатку поселення було королівщиною. 1397 року король Ягайло надав права міста. 1424 року місто стало центром Лежайського староства. В 1498, 1500, 1509, 1519, 1524 роках зазнавало татарських нападів, руйнації. 1534 року староство викупила королева Бона Сфорца.
1 квітня 1937 року межі міста розширено за рахунок села Ґіллерсгоф, вилученого із ґміни Ґєдлярова Ланцутського повіту.
Під час Другої світової війни в місті діяла делегатура Українського допомогового комітету.

## Українці в Лежайську

### Народний дім

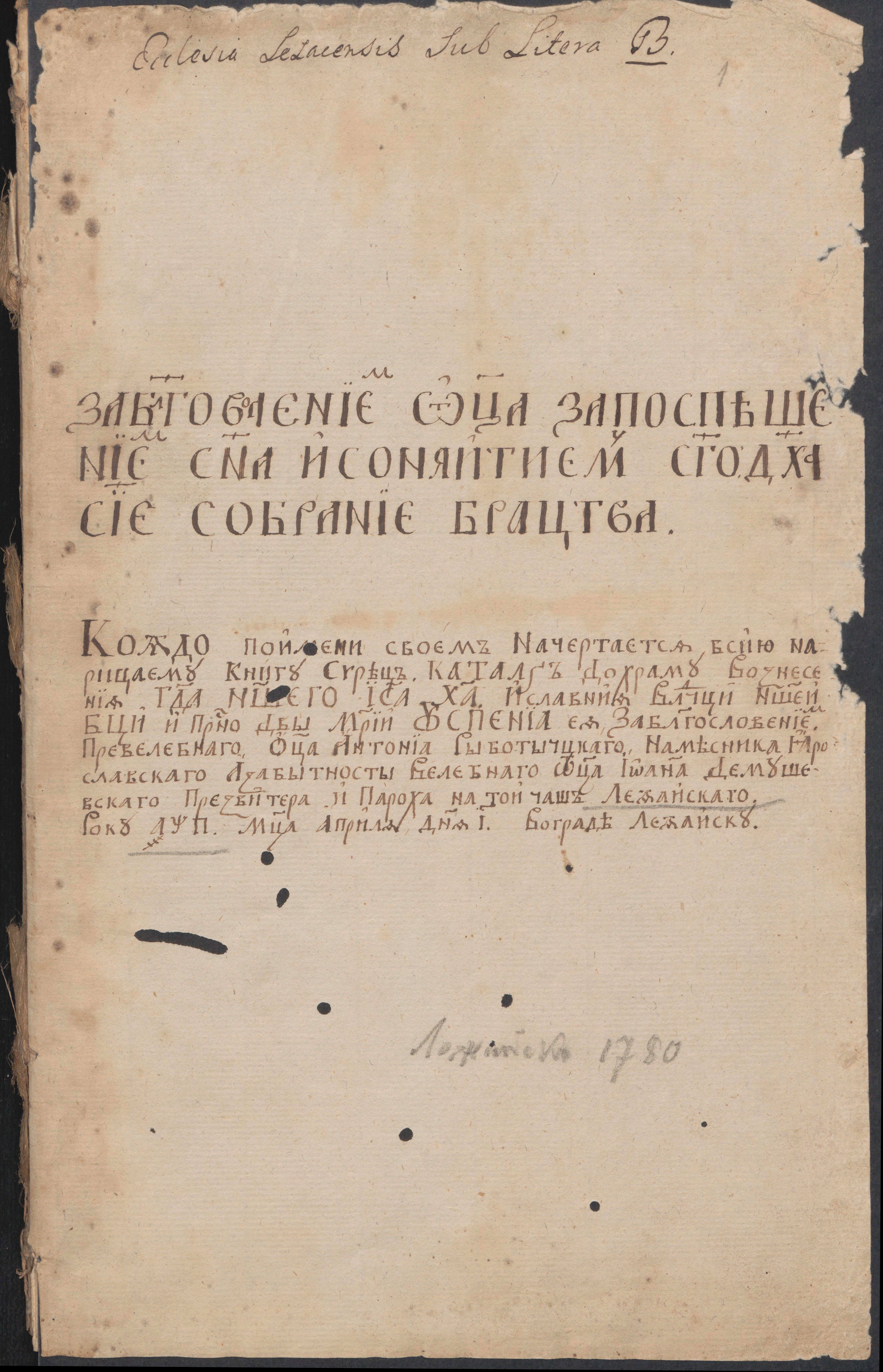
Книга братства при церкві Вознесіння Христа та Успіння Діви Марії в Лежайську, 1652 рік.

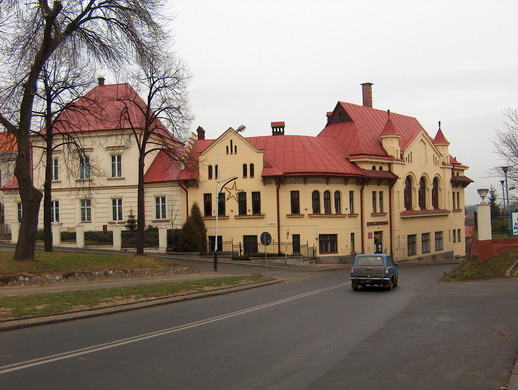
Будівля Українського Народного дому в Лежайську

У 1905 році в Лежайську було засноване українське товариство «Просвіта». Для потреб товариства незаможній швець Комарницький подарував свою власну ділянку у центрі міста, на якій у 1913 році постав грандіозний Народний дім, збудований за проектом відомого архітектора Лева Шелевича. Народний дім освятили 16 листопада 1913 року.
З нагоди цих урочистостей львівська українська газета «Руслан» в кінці листопада 1913 року писала: "У неділю 16 листопада Лежайськ відзначав своє велике національне свято — посвячення Народного Дому. Прибуло багато гостей з Ланцюта, Ряшева, Бжеська, Розвадова, Рудника і, навіть, з Острова. Приїхало також кільканадцять членів львівського товариства «Сокола ІІІ» в одностроях і з прапором. Було також 50 місцевих членів «Сокола» з сусіднього Дубна.
У Народному домі до 1939 році був найбільший актовий зал Лежайська, тому його часто орендували для своїх заходів євреї та поляки.
В Народному Домі від початку його ужитку і до липня 1944 року діяли: читальня і філія «Просвіти», бібліотека для дітей та дорослих, кооператив «Самопоміч» з двома крамницями, осередок «Рідної школи», товариство «Сільський господар», спортивне товариство «Луг», аматорський театр, церковний та просвітянський (чоловічий, жіночий і мішаний) хор, дитячий садок, музичні та  танцювальні колективи, ресторан.
У серпні 1939 року польська влада розпустила читальню і філію «Просвіти», а Народний Дім було закрито, на його дверях почеплено пломби. Під час німецької окупації  діяльність читальні і філії «Просвіти» заборонили. Німецькі окупанти дозволили лише діяльність «Освітнього товариства».
У 1939 році в місті проживало 6100 мешканців, з них 400 українців, 3850 поляків і 1850 євреїв. Місто входило до Ланьцутського повіту Львівського воєводства.
1945 року відповідно до «Угоди про взаємний обмін населенням у прикордонних районах» більшість українського населення Лежайська була виселена в СРСР. Українці були переселені в населені пункти Станіславської області (нині Івано-Франківської) — вивезено 223 особи (69 сімей).

### Греко-католицька церква

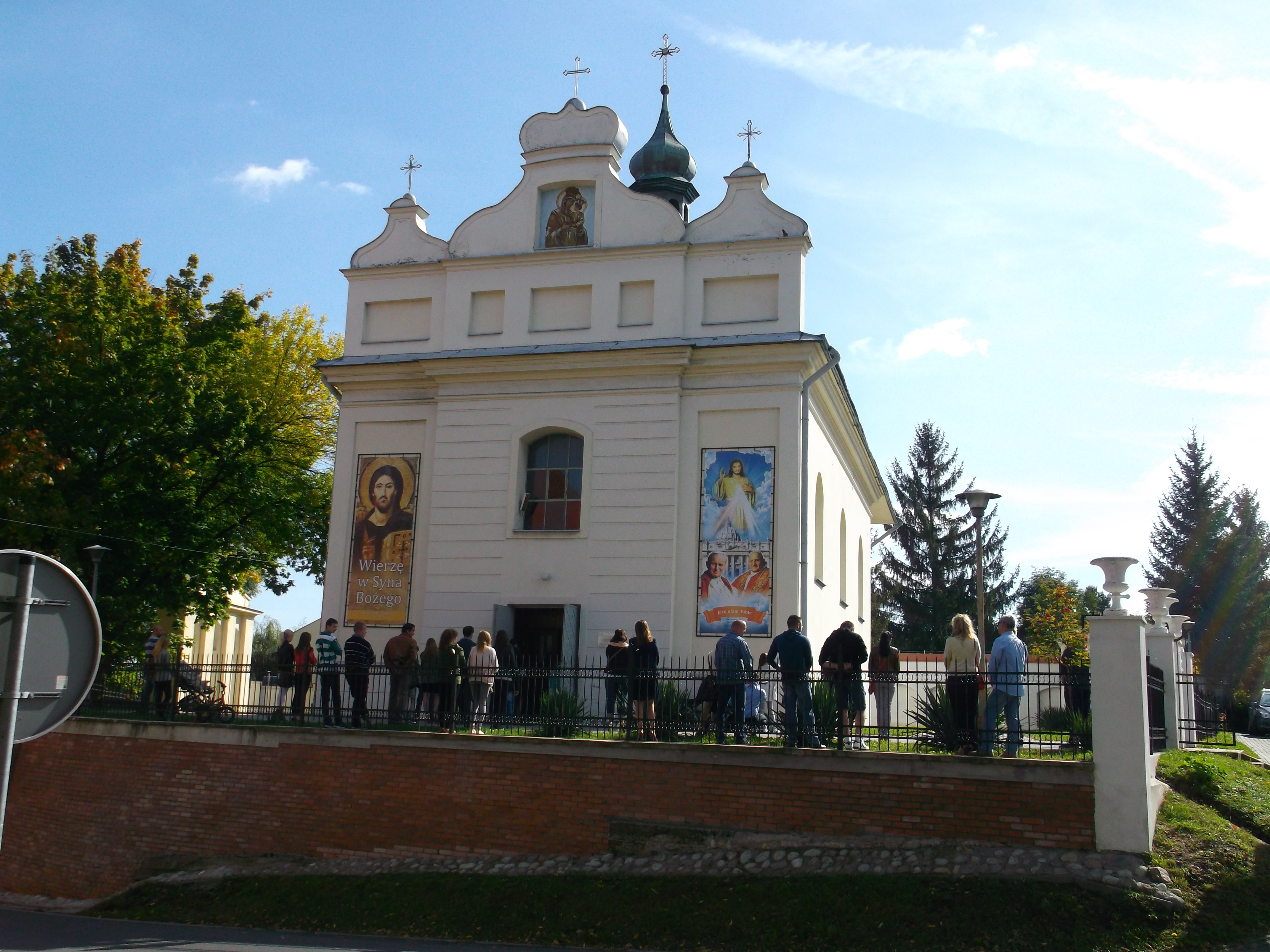
Українська церква в Лежайську

Сучасна будівля греко-католицької церкви Успіння Богородиці в Лежайську збудована в 1831 році на місці давніших церков, була парафіяльною церквою Каньчузького деканату Перемишльської єпархії і мала 507 парафіян у місті. До парафії належали також села Старе Місто, Прихоєць, Седлянка, Лукова, Віравиці, Єльна, Янда, Руда, Ґідлярева, Гутисько, Козярня і місто Соколів; парафія налічувала 1558 парафіян. З 1842 р. у складі парафії перераховуються також села Сажина і Береза, з 1848 р. — Требось.
Після Першої світової війни церква стала осідком Лежайського деканату Перемишльської єпархії. У 1937 р. в місті налічувалося 584 греко-католики, у парафії — 1858 парафіян. Після виселення українців і заборони греко-католицької церкви використовується римо-католиками і є костелом Ісуса Милосердного для дітей та молоді.

## Пам'ятки
- Монастирський комплекс у Лежайську

## Демографія
Демографічна структура станом на 31 березня 2011 року:
|          | Загалом | Допрацездатний вік | Працездатний вік | Постпрацездатний вік |
| -------- | ------- | ------------------ | ---------------- | -------------------- |
| Чоловіки | 6946    | 1371               | 4940             | 635                  |
| Жінки    | 7566    | 1255               | 4717             | 1594                 |
| Разом    | 14512   | 2626               | 9657             | 2229                 |

## Відомі люди

### Народилися
- Тадеуш Голлендер — польський поет.
- Йосип Кишакевич — український композитор і хоровий диригент, священик УГКЦ.

### Почесні громадяни Лежайська
- Теофіль Лєнкавскі[pl] — ректор духовної семінарії РКЦ в Перемишлі

### Лежайські старости
- Юзеф Потоцький — крайчий коронний